# چسواو میوش
چسواو میوُش (لهستانی: Czesław Miłosz؛ ‏ زاده ۳۰ ژوئن ۱۹۱۱ – درگذشته ۱۴ اوت ۲۰۰۴) با تلفظِ صحیحِ چسواف میوُش ([ˈt͡ʂɛswaf ˈmiwɔʂ] ()) شاعر و مترجم و استاد دانشگاه لهستانی بود. در سال ۱۹۸۰ برنده جایزه نوبل ادبیات شد.

## زندگی

در سال ۱۹۹۹

میلوش در ۳۰ ژوئن ۱۹۱۱ در شتجنی که امروزه بخشی از کشور لیتوانی می‌باشد در خانواده ای قدیمی به دنیا آمد وی در رشته حقوق در دانشگاه ویلنیوس تحصیل نمود میلوش نخستین مجموعه شعر خود با نام سه زمستان را در سال ۱۹۳۶ منتشر کرد. در جریان جنگ جهانی دوم و تهاجم به لهستان به دست آلمان نازی میلوش با مطبوعات همکاری می‌کرد واشعار او جزو نخستین کتاب‌هایی بودند که در لهستان پس از چنگ به چاپ رسیدند. میلوش رایزن فرهنگی لهستان کمونیستی در نیویورک و پاریس بود اما در سال ۱۹۵۱ با قطع رابطه با دولتلهستان در فرانسه پناهنده سیاسی شد و در آنجا چندین اثر در انتقاد از استالینیسم را به رشته تحریر درآورد. در پاریس با مؤسسه ای که در زمینه ادبیات مهاجرین لهستانی فعالیت داشت همکاری می‌کرد. دوره جنگ سرد اوایل دهه ۱۹۵۰ برای میلوش اوج دوره انزوا و تنهایی بود. در سال ۱۹۷۳ خوانندگان انگلیسی زبان با ترجمه شدن برخی از مجموعه اشعارش با او ارتباط برقرار کردند. او در دهه ۱۹۹۰ با فروپاشی کمونیسم به کراکوو بازگشت اما به‌طور مرتب به ایالات متحده آمریکا سفر می‌کرد
. میلوش برنده چندین جایزه معتبر ادبی همچون جایزه نوبل، جایزه ادبیات اروپا (۱۹۵۳)، جایزه بین‌المللی ادبیات نوئستات در سال ۱۹۷۸ و کمک هزینه تحقیقاتی گوگنهایم شده‌است. بخاطر مجموعه آثار احساس برانگیز و اندیشمندانه اش در انعکاس فجایع و قساوت قرن بیستم شهرت داشت از زمان فروپاشی کمونیسم که به او اجازه دادند پس از سی سال زندگی در غربت به زادگاه خود بازگردد دراین شهر مقیم بود. او در مدت اقامت خود در فرانسه و ایالات متحده که قریب به ۳۰ سال طول کشید به سمبل برجسته مخالفت با کمونیسم مبدل شد و معروفترین اثر او با نام «ذهن اسیر» تصویرگر وضع اسفناک روشنفکران تحت رژیم دیکتاتوری کمونیستی بود. شامگاه شنبه ۱۴ اوت ۲۰۰۴ در سن ۹۳ سالگی در کراکوف درگذشت. «مارک بلکا» نخست‌وزیر لهستان با ابراز تأسف از مرگ این چهره برجسته ادبی وی را یک لهستانی برجسته توصیف کرد.

## آثار
- سه زمستان (۱۹۶۳)
- ذهن اسیر (۱۹۵۳)
- نجات (۱۹۴۵)
- تاریخ ادبیات لهستان (۱۹۶۹)
- امپراتور زمین (۱۹۷۷)
- سرود مروارید
- سرود سیاره زمین
- زادگاه
- اشعار برگزیده
- شعر دوران پس از جنگ لهستان